# Falam
Falam – miasto w Mjanmie, w stanie Czin. Według danych szacunkowych na rok 2009 liczy 5 837 mieszkańców..